# Sauvignon blanc
Sauvignon blanc é uma casta de uva branca da família da Vitis vinifera, originária da região da Bordeaux, na França. Produz vinhos secos e refrescantes que possuem, como principais características, seus aromas minerais, vegetais e toques frutados.
Pesquisa de ácido desoxirribonucleico realizada indicou que a sauvignon blanc e a cabernet franc são parentes da cabernet sauvignon. É a principal uva da região francesa do Loire.